# El ocaso de los ídolos o cómo se filosofa a martillazos
Götzen-Dämmerung oder: Wie man mit dem Hammer philosophiert es un libro en alemán escrito en 1888 por el filósofo Friedrich Nietzsche (1844-1900), y publicado en 1889.
En idioma español se tradujo con dos nombres:
- El ocaso de los ídolos o cómo se filosofa a martillazos
- El crepúsculo de los ídolos, o cómo se filosofa con el martillo.

El libro describe en primer término cómo el rito tanto apolíneo y dionisíaco se debaten constantemente en la vida de los seres humanos. Así entonces se tiene un primer acercamiento al comportamiento y la anhelada explicación de los clásicos. Sin embargo las críticas no se harían esperar y los ídolos que habían presidido el pensamiento de muchos intelectuales europeos durante diecinueve siglos, esta vez se veían fuertemente cuestionados por Nietzsche.

## Estructura de la obra
El segundo de los que Nietzsche llama farsantes es Kant, y esta vez no solo toca el espíritu «cristiano» que este poseía, sino que habla también sobre la inutilidad del conocimiento y de los planteamientos que el mismo Kant hacía. Por ejemplo tenemos como la «cosa en sí» y la «cosa para sí», Nietzsche la discute como superflua, y como un aislamiento del ser humano con el conocimiento, pero sin tomar las riendas radicales del mismo, ya que el hecho de no conocer totalmente una cosa, no la separa completamente de querer superarla con un planteamiento como el de lo inalcanzable, sin dejar espacio un poco a la reflexión.
1. El primer apartado ofrece cuarenta y cuatro breves aforismos ―acerca de la mujer, el Reich alemán, el filósofo, la moral, el arte, la ciencia, etcétera― que se encuentran entre los más brillantes e ingeniosos de toda su obra.
2. El segundo apartado ―«El problema de Sócrates»― es una monografía sobre Sócrates, al que llama «el primer farsante», porque su lírica enredada y su mayéutica no apoyaban en cierta medida el alcance del conocimiento y en menor medida el apoyo a otros filósofos que pudieran sobresalir, como Diógenes.
3. El tercer apartado ―«La razón en la filosofía»― es sin duda central en esta obra desde el punto de vista de la metafísica de Nietzsche. Este descubre la idiosincrasia del filósofo, que ya había contrapuesto en su obra Más allá del bien y del mal. Así la «razón» en filosofía es la causa de que falsifiquemos el testimonio de los sentidos. Nietzsche acaba este apartado con cuatro tesis en las que resume toda su metafísica.
4. El apartado cuatro nos ofrece una sorprendente historia de la filosofía, que partiendo de las brumas nocturnas y pasando por el amanecer de la mañana culmina en el «mediodía» de Zaratustra.
5. El quinto apartado, es un ataque a la moral de las formas desde el Nuevo testamento hasta Schopenhauer. La moral de Nietzsche tiende a aniquilar las pasiones.
6. El apartado sexto, es dedicado a los «cuatro grandes errores», estos son sobre todo cuatro errores psicológicos y tienen graves consecuencias morales, ellos son: el error de la confusión de la causa con la consecuencia, el de la causalidad falsa, el de las causas imaginarias y el error de la voluntad libre.
7. El séptimo, es dedicado a aquellos que tienen la visión en mejorar a la humanidad. Constituye, pues, lo que significa la moral como contra naturaleza.
8. Por último, el apartado octavo es la sección más melancólica del libro. Nietzsche echa una mirada a su patria. En pocas líneas traza así, uno de los mejores elogios de Alemania escritos nunca.

## Transvaloración de los valores
En el libro retoma la idea de la transmutación de los valores. Donde algunos ven falsedad, él ve la oportunidad para desestimar afirmaciones que según él afectan la filosofía y que en esa época (y es extraño en una época como el siglo XIX) no veía un avance como tal. Y es cuando decide hablar de los ídolos de este siglo como dogmáticos y no como avances, el problema de la filosofía consistía en su conservación como mera especulación y repetición de lo que otros ya habían hecho, creando toda una serie de doctrinas en torno a ella. La sectarización de la filosofía aparece como problema para el quehacer del filósofo mismo, por lo que se propone aquí una filosofía a martillazos libre de dogmas que permita a la filosofía replantearse y hacer análisis libres del encierro al que la han arrojado los grandes ídolos.

## Los «conceptos supremos» y el concepto de Dios
Para Nietzsche, los conceptos supremos son los conceptos metafísicos explicados por filósofos como Sócrates, Platón y otros posteriores. Centrándonos en Platón, debemos de hacer mención a su teoría de los dos mundos. El «mundo real» de Nietzsche ―o «mundo de los sentidos» de Platón― es incapaz de explicar algunos conceptos que se escapan de la experiencia, esos conceptos supremos que necesitan de la existencia de un ser o entidad superior que lo explique. Para ello, Platón se aferró al mundo sensible, estableciendo la idea del bien como la más razonable y perfecta. Estos conceptos supremos eran capaces por tanto de ofrecer las características del mundo verdadero, determinadas por ese ser o idea superior (idea del Bien para Platón, Dios para san Agustín...).
Nietzsche por el contrario criticará y negará todo esto. Para él, los «conceptos supremos», basados en la razón del hombre, no significan nada, han sido inventados por el hombre tras el rechazo absoluto del caos, de lo instintivo. Esto además ha sido la principal causa de la decadencia del espíritu occidental de la filosofía tradicional y dogmática impuesta por filósofos que rechazaron la auténtica naturaleza del hombre. Lo que realmente configura el mundo auténtico son los sentidos. El mundo verdadero es aquel que nos proporcionan los sentidos.
Dios representa lo contrario a la vida y la negación de la inocencia del hombre. Por tanto la realidad es tal como la pensamos. Nietzsche niega que con los conceptos aprehendamos la verdadera realidad del ser, que es devenir y cambio.

## Corriente filosófica: el vitalismo de Nietzsche
Para Nietzsche, la cultura occidental está viciada desde su origen, pues es racional y dogmática, y está empeñada en instaurar la racionalidad a toda costa. En consecuencia, Nietzsche dirá que la tarea del filósofo es liberar al hombre de los valores decadentes, devolviéndole el derecho a la vida, a la existencia. Este le llevará a defender el vitalismo.
Su doctrina es la vitalista y tuvo éxito en la segunda mitad del siglo XIX y principios del XX. Las corrientes vitalistas señalan al menos dos formas de entender la vida: la vida en sentido biológico y la vida en sentido histórico. La primera destaca el papel del cuerpo, los instintos, lo irracional (el vitalismo de Nietzsche se incluye en este grupo). Por su parte, la vida en el sentido histórico entiende la vida como conjunto de experiencias humanas dadas en el tiempo, tanto en su dimensión personal como en su dimensión histórico-social. Ortega y Gasset es vitalista en este sentido. No obstante, a pesar de estas distintas formas de entender la vida, Nietzsche ―al igual que Ortega― defenderá el perspectivismo como teoría de «verdad», opuesta al objetivismo y realismo.
Así pues, Nietzsche alega que para la aparición de una nueva filosofía, es imprescindible la muerte de Dios. No obstante, con esta nos quedamos sin orientación, sin sentido. De ahí viene el nihilismo, consecuencia de la ausencia de valores vigentes y sustitución por otros nuevos. Para superar esta decadencia, Nietzsche pretende ofrecer además una nueva moral que se basa en el proceso natural del hombre, de la vida. Así, en su obra El nacimiento de la tragedia contrapone a Dionisio y a Apolo. Esta nueva moral defiende la exaltación de la vida de este mundo, frente al mundo de las ideas de Parménides, Platón, Agustín de Hipona. Prefiere además los valores de los fuertes a la moral de esclavos. Desea la muerte de Dios, y defiende la irracionalidad y lo instintivo en contra de la razón y los conceptos.
El superhombre es el que debe fundar una sociedad de nobles y tiranos dominadores. Este es aquel que está en posesión de la voluntad de poder, su conducta es activa y es creador de valores. Niega y supera demás la decadente moral tradicional, posee el espíritu de la verdad. En conclusión, el superhombre ama la vida y desea el eterno retorno. Ese retorno que supone retornar cíclicamente a vivir lo mismo. Expresa la voluntad de reafirmarse en su propio destino.